# François Borne
François Borne (1840 – 1920) è stato un flautista e compositore francese.

## Biografia
Fu il primo flauto del Grand Théâtre de Bordeaux e insegnante di flauto al Conservatorio di Tolosa negli ultimi anni dell'Ottocento. Fu un'autorità nel design del flauto, ed è riconosciuto il suo importante contributo nello sviluppo del meccanismo della chiave di Mi del flauto moderno.
La Fantaisie Brillante sur l'opéra Carmen de Georges Bizet fu scritta nel 1880 e orchestrata nel 1980 da Raymond Meylan. È l'unica composizione arrivata fino a noi delle molte che Borne compose per il flauto. Il pezzo percorre l'intera estensione dello strumento, soddisfacendo il desiderio di Borne di scrivere pezzi che mostrassero l'agilità del flauto, e mettendo alla prova le capacità dei virtuosi. La Fantasia utilizza i temi più conosciuti della Carmen, traendone diverse variazioni, mettendo in risalto sia gli aspetti tecnici che quelli musicali dell'esecuzione al flauto.